# Galatéa Bellugi
Galatea Bellugi (Parigi, 8 agosto 1997) è un'attrice francese.

## Biografia e carriera
Nata a Parigi, Bellugi è la figlia dell'attore italiano Duccio Bellugi-Vannuccini, mentre sua madre è una costumista danese. Anche sua sorella Alba Gaïa Bellugi è un'attrice, nota per il ruolo di Élise nel film Quasi amici - Intouchables (2011).
Dopo aver studiato danza contemporanea e classica, nuoto sincronizzato e il sassofono, è passata agli studi di cinema all'Università di Montréal dal 2015 al 2016. Ha poi lasciato questi studi per conseguire una laurea in relazioni internazionali presso l'Università di Roskilde in cui ha studiato negli anni dal 2016 al 2019, durante i quali ha girato Il ragazzo invisibile - Seconda generazione (2018), L'apparizione (2018) e Golden Youth (2019).
Ha iniziato la sua carriera nella recitazione all'età di 6 anni in Le Dernier Caravansérail di Ariane Mnouchkine al Théâtre du Soleil, dove suo padre lavorava e lavora tuttora come attore. Ha fatto il suo debutto sul grande schermo all'età di 7 anni in Les Yeux clairs, diretto da Jérôme Bonnell.
Nel 2015, ha interpretato un'adolescente incinta di nome Mélanie in Keeper di Guillaume Senez, un ruolo per il quale è stata selezionata per Révélations, la rosa dei candidati come attrici più promettenti ai Premi César,  e ruolo per il quale ha ricevuto il premio come miglior attrice al Festival Internazionale del Cinema di Marrakech .
Nel 2018, ha recitato al fianco di Vincent Lindon in L'apparizione di Xavier Giannoli, in cui interpreta una giovane ragazza di nome Anna che afferma di aver avuto un'apparizione della Vergine Maria in un remoto villaggio nel sud della Francia, e su cui indaga un giornalista interpretato da Lindon che è incaricato dal Vaticano di determinare l'autenticità della vicenda. La sua interpretazione le è valsa una nomination come attrice più promettente ai Premi César 2019 . Nello stesso anno ha debuttato in Italia nel film fantasy Il ragazzo invisibile: Seconda Generazione di Gabriele Salvatores .
Nel 2019, ha recitato in Golden Youth di Eva Ionesco nei panni di una giovane adolescente che viene trascinata nella lussuosa vita notturna di una ricca coppia di anziani, interpretata da Isabelle Huppert e Melvil Poupaud .
Nel 2021, è apparsa accanto a Mathieu Amalric nella commedia musicale Tralala, per la quale ha scritto i suoi testi. Nel 2022, ha recitato accanto a Benedetta Porcaroli nella commedia italiana di formazione Amanda, il film d'esordio di Carolina Cavalli. Ha partecipato alla prima del film alla 79ª Mostra Internazionale d'Arte Cinematografica di Venezia.
Nel 2023, ha recitato in Chien de la casse di Jean-Baptiste Durand, La Fille d'Albino Rodrigue di Christine Dory, e Il gusto delle cose di Trần Anh Hùng. Per la sua interpretazione in Chien de la casse, ha ricevuto una nomination come migliore attrice non protagonista ai Premi César.

## Vita privata
Bellugi vive a Parigi. Parla correntemente quattro lingue:  francese, italiano, danese e inglese.

## Filmografia

### Film
- Les Yeux clairs, regia di Jérôme Bonnell (2005)
- Opale plage (2010) - cortometraggio
- Elle ne pleure pas, elle chante, regia di Philippe de Pierpont (2011)
- À 14 ans, regia di Hélène Zimmer (2015)
- Keeper, regia di Guillaume Senez (2015)
- Riparare i viventi (Réparer les vivants), regia di Katell Quillévéré (2016)
- Il ragazzo invisibile - Seconda generazione, regia di Gabriele Salvatores (2018)
- L'apparizione (L'Apparition), regia di Xavier Giannoli (2018)
- Golden Youth, regia di Eva Ionesco (2019)
- Tralala, regia di Arnaud e Jean-Marie Larrieu (2021)
- Amanda, regia di Carolina Cavalli (2022)
- Chien de la casse, regia di Jean-Baptiste Durand (2023)
- La Fille d'Albino Rodrigue, regia di Christine Dory (2023)
- Il gusto delle cose (La Passion de Dodin Bouffant), regia di Trần Anh Hùng (2023)
- Gloria!, regia di Margherita Vicario (2024)
- Cinque secondi, regia di Paolo Virzì (2025)

### Televisione
- Vous les femmes (2007-2008) - serie televisiva